# Obelisk van Heemskerk
De obelisk van Heemskerk is een 16e-eeuwse obelisk in de Nederlandse plaats Heemskerk.

## Achtergrond
De schilder Maarten van Heemskerck, geboren als Maerten van Veen, liet de obelisk oprichten als grafmonument voor zijn in 1535 overleden vader Jacob Willemsz van Veen. Hij verrees in 1570 op het kerkhof bij de dorpskerk van Heemskerk. 
De gedenknaald werd in 1967 als rijksmonument ingeschreven in het monumentenregister. In 1990 werd het origineel in de kerk geplaatst, op het kerkhof staat sindsdien een replica.

## Beschrijving
Aan de voorzijde van de hardstenen obelisk zijn reliëfs gebeeldhouwd, van boven naar beneden zijn dit een portret van de overledene, een putto, staand op een schedel met doodsbeenderen en leunend op een omgekeerde fakkel, een familiewapen en het jaartal 1570. Het en profil van Van Veen vertoont gelijkenis met het portret dat zijn zoon in 1532 van hem schilderde.
Tussen het portret en de putto is in het Latijn een tekst in gotische letter gehakt, de achterzijde vermeldt: 

HIER
LEIJT BEGRAVEN
JACOB WILLEMSZ
VAN VEEN ENDE
STARF DEN XVI
DACH SEPTEMBER
Ao XV XXXV
ENDE HEEFT GELEEFT 
LXXIX JAER

.
De obelisk staat op een gemetselde bakstenen sokkel en wordt bekroond door een smeedijzeren leliekruis.

## Galerij

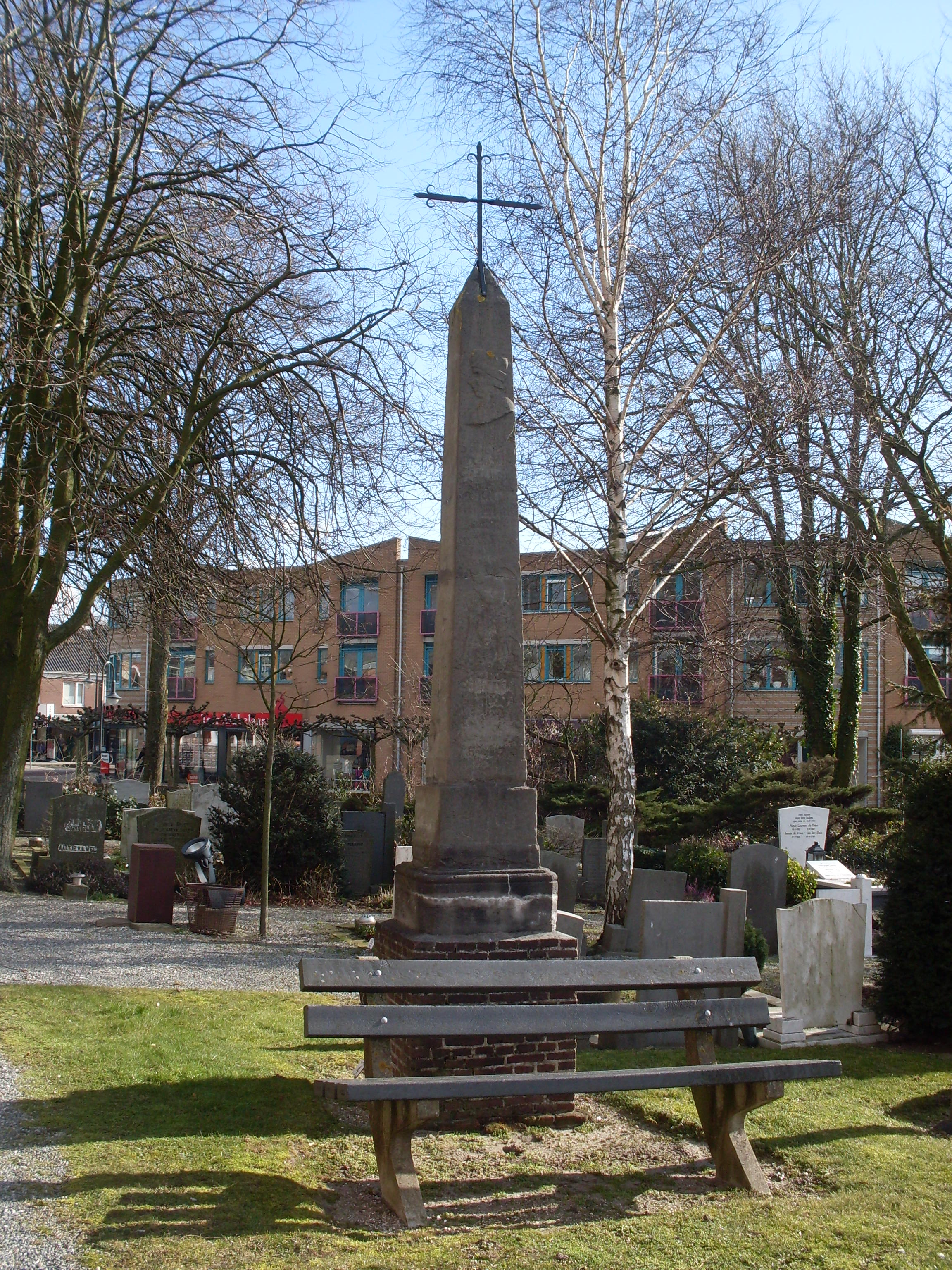
De replica in 2013
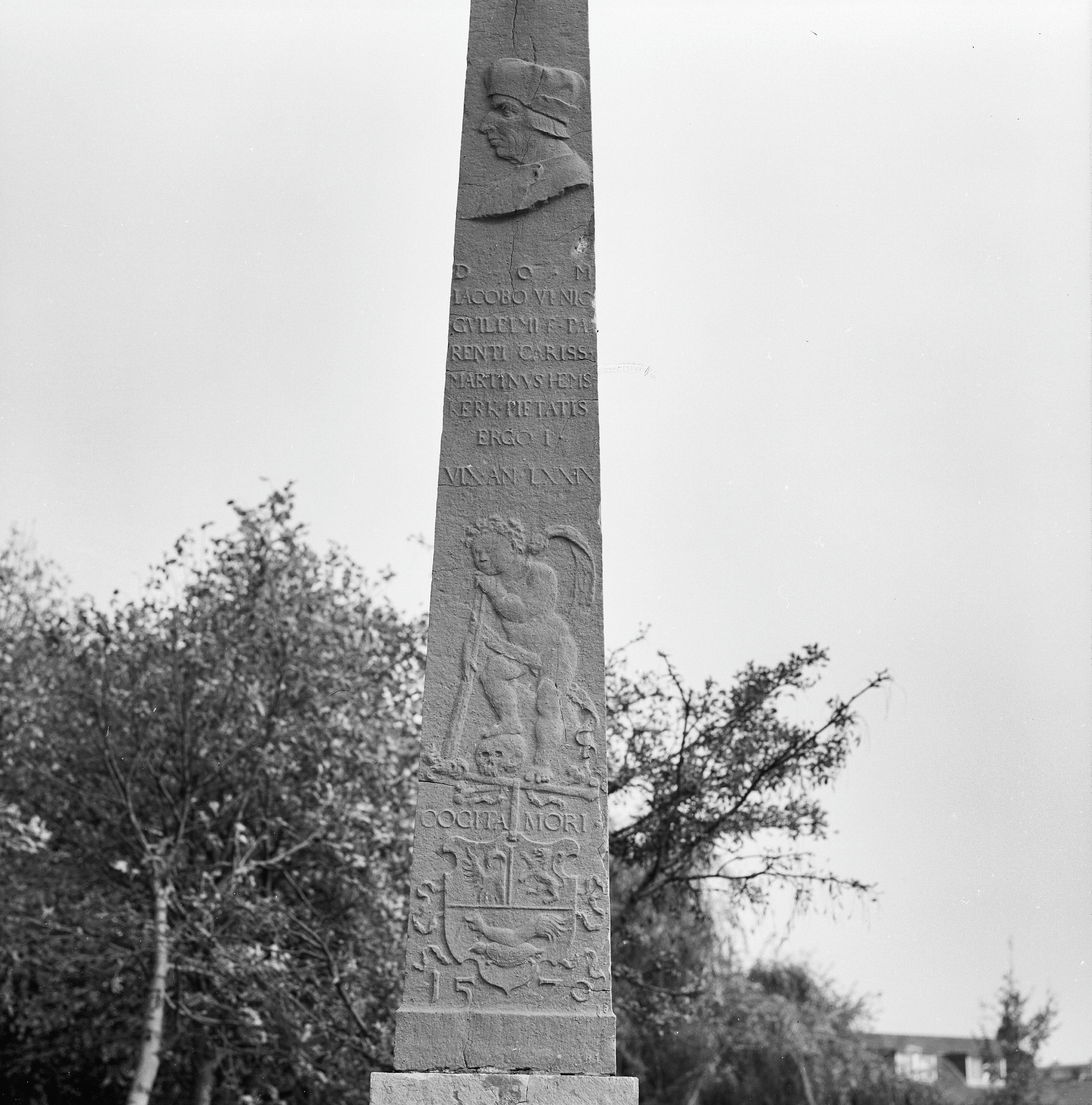
Detailopname van de voorzijde
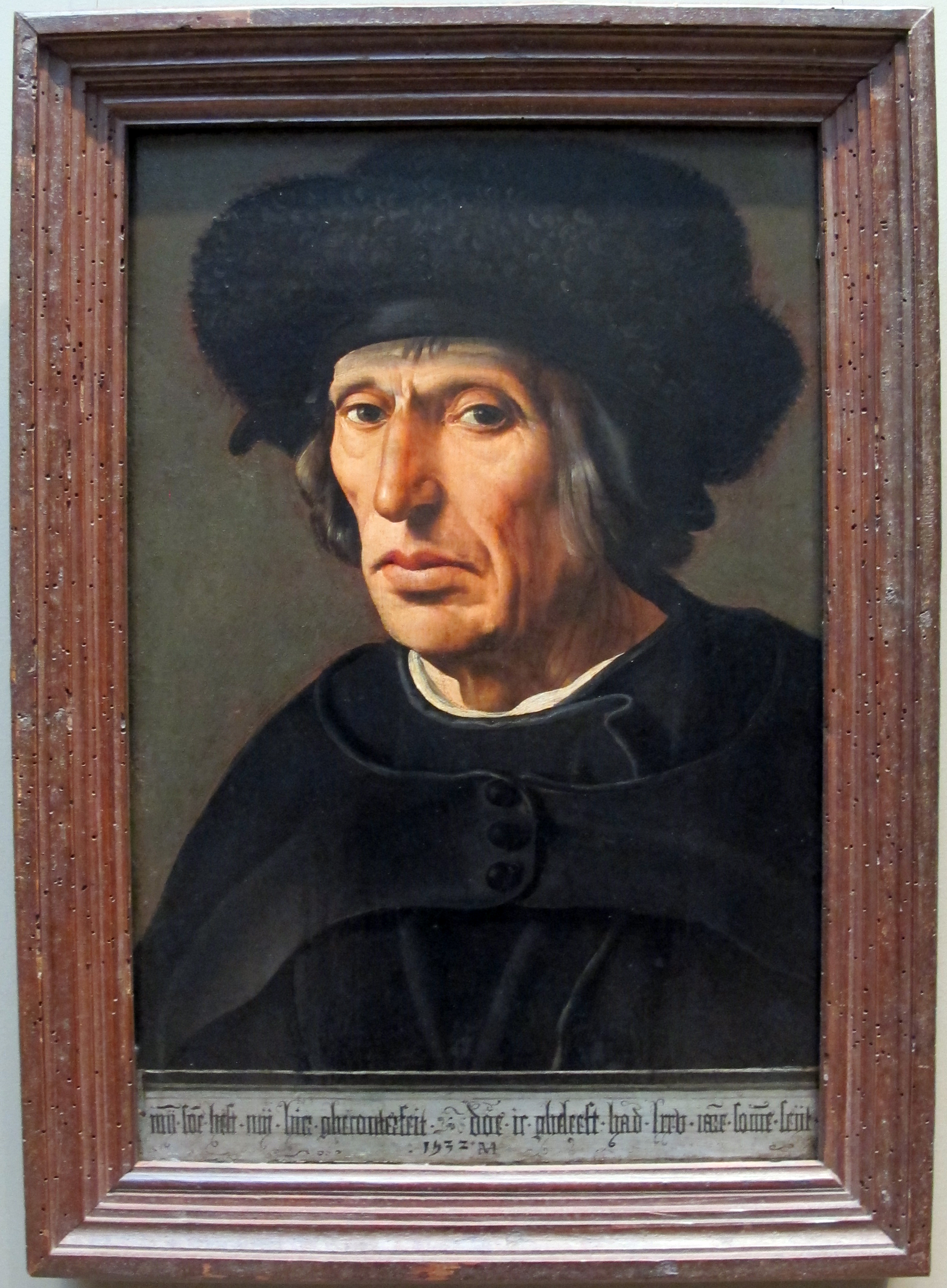
Jacob Willemsz van Veen (1532)